# Westhorp
Westhorp – osada w Anglii, w hrabstwie Northamptonshire, w dystrykcie (unitary authority) West Northamptonshire. Leży 26 km na zachód od miasta Northampton i 108 km na północny zachód od Londynu.